# 윤덕여
윤덕여(尹德汝, 1961년 3월 25일 ~ )는 대한민국의 은퇴한 축구 선수이자 현 축구 감독으로 선수 시절 한일은행, 울산 HD, 포항 스틸러스에서 수비수로 활약했으며 현재 WK리그 세종 스포츠토토의 감독을 맡고 있다.

## 클럽 경력
1984년 한일은행 축구단에 입단해 선수생활을 시작했으며, 1986년 현대 호랑이로 이적하였다. 이후 1992년 포항제철 아톰즈로 팀을 옮겼고, 시즌이 끝난 이후 은퇴를 선언하였다.

## 국가대표팀 경력
1989년 대한민국 A대표팀에 데뷔한 이후 1991년까지 총 31번의 A매치에 출전했고 1990년 FIFA 월드컵 당시 국가대표팀의 일원으로 참가했음에도 우루과이와의 조별리그 최종전에서 경고 누적으로 퇴장 당하면서 대한민국 월드컵 역사상 1호 퇴장 선수라는 불명예를 얻었으나 같은 해에 열린 1990년 아시안 게임에서는 동메달을 따낸 뒤 1991년 국가대표팀 유니폼을 반납했다.

## 지도자 경력
1996년 친정팀인 포항 스틸러스의 수석 코치로 본격적인 지도자 커리어를 시작한 뒤 2000년부터 2002년까지 대한축구협회의 기술위원으로 활동하면서 2001년부터 2003년까지 U-17 축구 국가대표팀 감독을 겸임하였다. 
이 기간 동안 3개 대회 연속 석권 및 22경기 무패 행진 등 각종 기록을 쌓으며 팀을 16년만에 FIFA U-17 월드컵 본선으로 이끌었으나 2003년 FIFA U-17 월드컵에서 3전 1승 2패라는 초라한 성적으로 조별리그에서 탈락한 뒤 U-17 감독직을 내려놓았다.
그 뒤 울산 현대, 경남 FC, 대전 시티즌, 전남 드래곤즈 등 여러 팀의 코치로 있다가 2012년 시즌 도중 정해성 감독의 사임으로 전남 드래곤즈의 감독 대행을 맡아 하석주(현 아주대학교 축구부 감독) 감독이 새로 선임되기 전까지 팀을 지휘하였다.
2012 시즌 후 대한민국 여자 축구 국가대표팀 감독으로 부임한 이후 2회 연속 아시안 게임 동메달(2014년, 2018년), 2015년 FIFA 여자 월드컵 16강 진출의 새로운 역사를 만들어냈고 2015년 FIFA 여자 월드컵 이후 여자 대표팀 감독직이 유임되었으며 2019년 FIFA 여자 월드컵을 통해 2회 연속이자 통산 3번째 여자 월드컵 본선행을 이끌었지만 2019년 여자 월드컵 본선에서 3전 전패로 조별리그에서 탈락한 이후 여자 대표팀 감독직에서 물러났다.